# Oukaïmeden

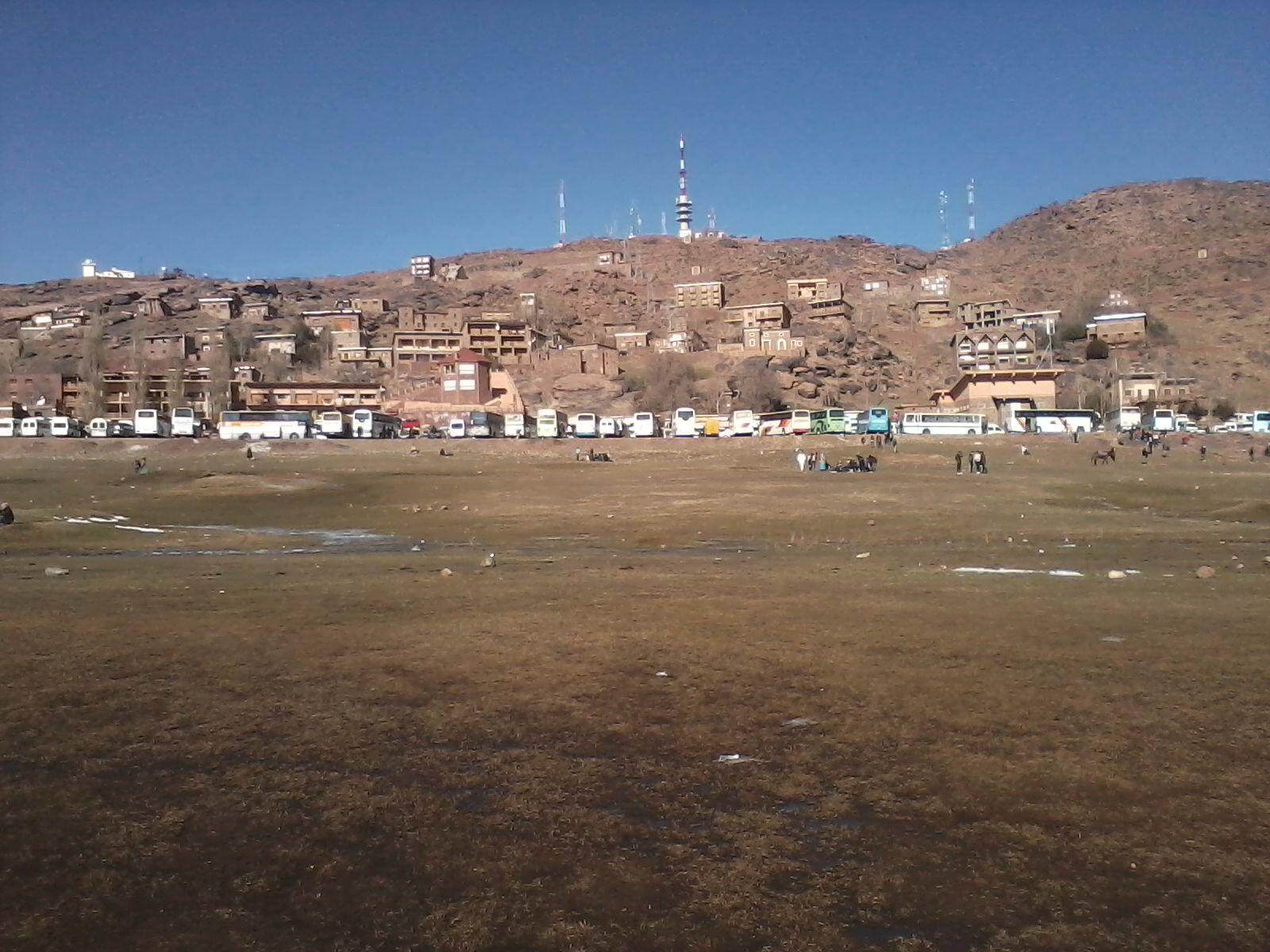
Oukaïmeden

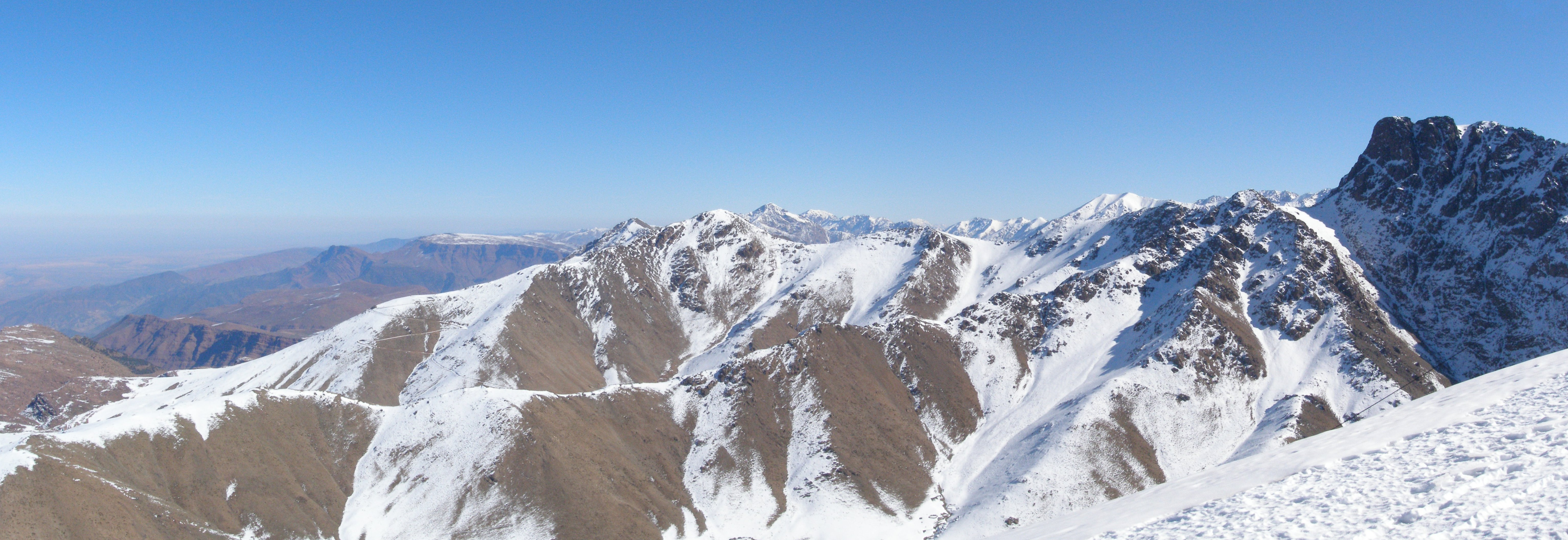
Zicht op de Jbel Oukaïmeden

Oukaïmeden (ook Oukaïmden; Arabisch: أوكايمدن; Tamazight: Ukaymdn, ⵓⴽⴰⵢⵎⴷⴰⵏ) is een dorp en landelijke gemeente in de provincie Al Haouz in Marokko. Het dorp Oukaïmeden ligt in de Hoge Atlas op zo'n 2600 meter hoogte boven zeeniveau, ongeveer 48 kilometer ten zuiden van de stad Marrakesh. De gemeente omvat een groot bergachtig grondgebied, voornamelijk ten oosten en ten noorden van de hoofdplaats, met verschillende andere gehuchten, zoals Agsarane, Iguenane en Ait el Qaq. Ze telde 4440 inwoners in 2004. Administratief behoort de gemeente tot het caïdat Ourika en tot de cercle van Tahanaout. De gemeente grenst aan Asni in het westen, Ourika in het noorden en Sti Fadma in het oosten.
Oukaïmeden is tevens een wintersportgebied. Het geldt als het hoogste skidorp van Marokko en is wellicht het grootste en hoogste skigebied van Afrika. Het werd aangelegd door Franse infanteristen in 1948. Er werd ook een bobsleebaan en skischans gebouwd; de schans op natuurlijk reliëf was de grootste van Afrika en bleef in gebruik tot de jaren 1960. Het gebied is anno 2024 uitgerust met 7 skiliften. Er kan van december tot maart geskied worden op de noordoostelijke flanken van de Adrar/Djebel Oukaïmeden (3262 meter), ten zuiden van de hoofdplaats. Daarnaast staat Oukaïmeden bekend als boulderlocatie.
Ten noorden van de hoofdplaats bevindt zich sinds 1988 het observatorium van Oukaïmeden. Sinds 2016 is er een van de twee TRAPPIST-telescopen gehuisvest; de andere bevindt zich in het La Silla-observatorium in Chili.